# MAN Lion's City
Bản mẫu:Infobox UK Bus

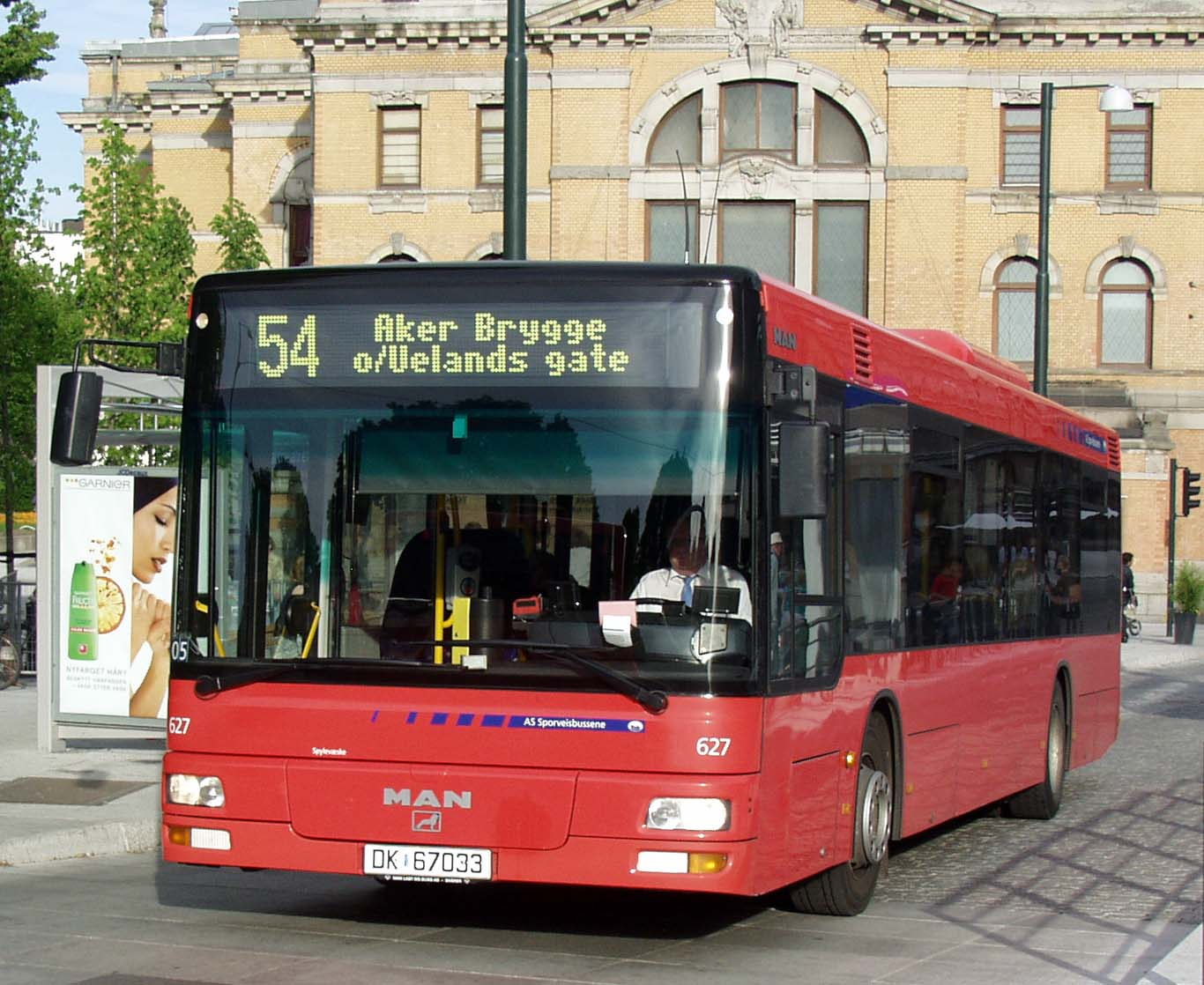
A21 in Oslo

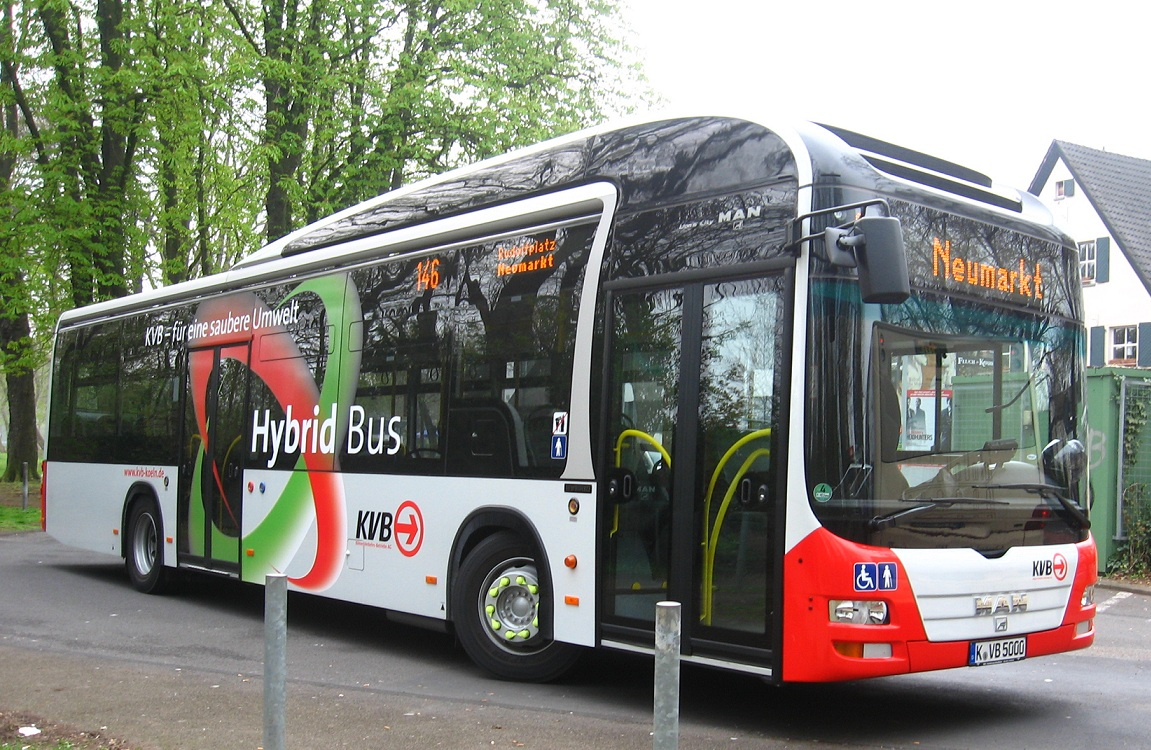
Lion's City Hybrid

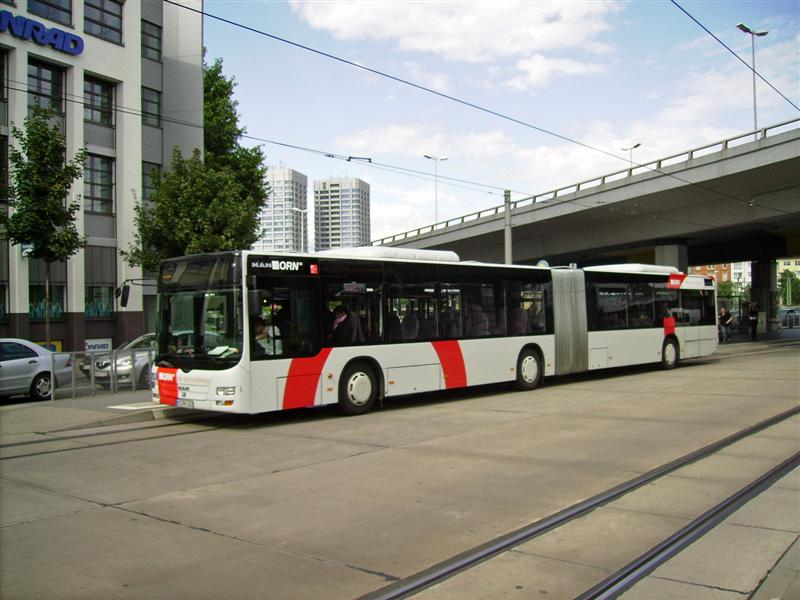
ORN Lion’s City GÜ at westside of Mainz Mainstation.

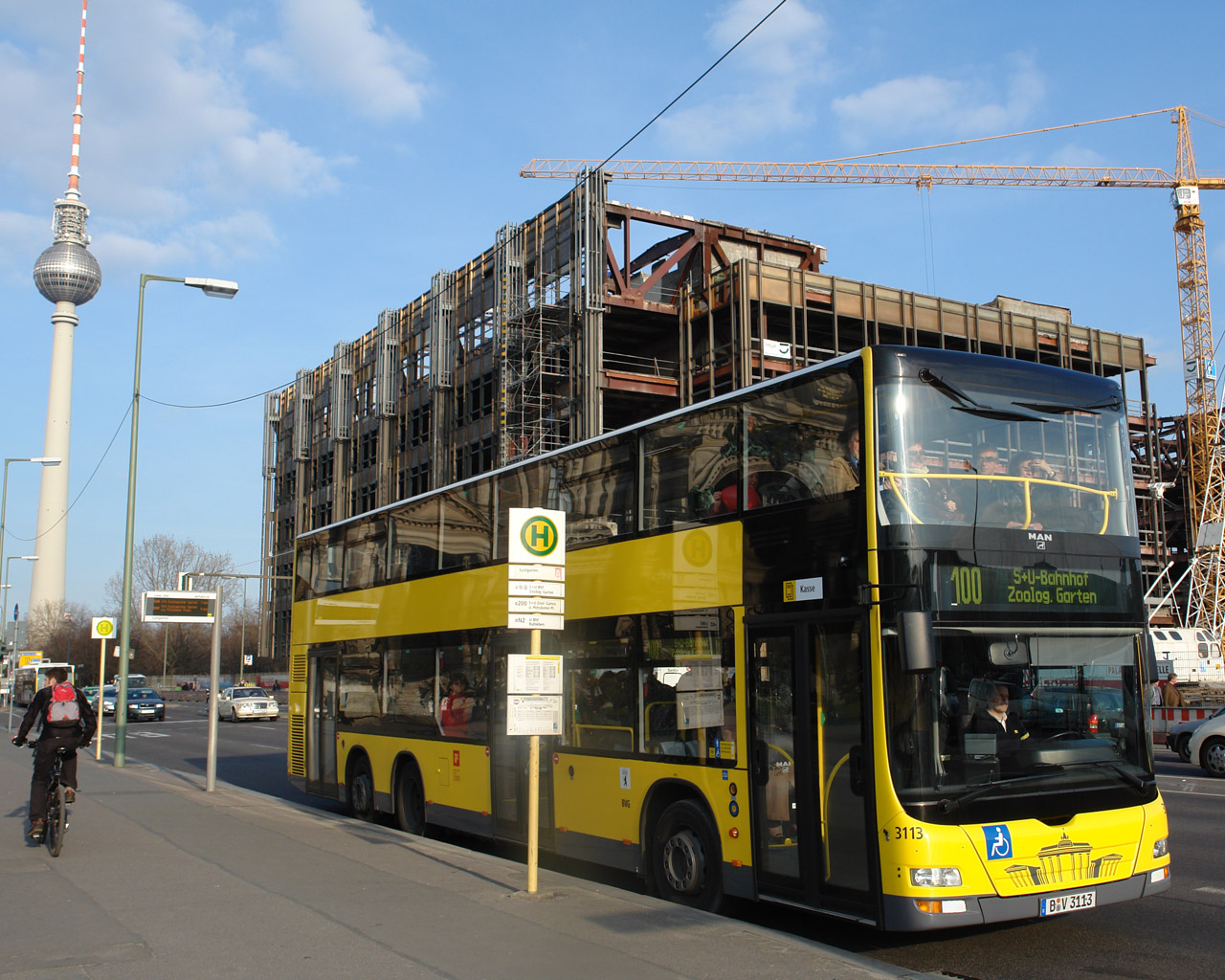
Lion’s City DD in Berlin

MAN Lion's city là một dòng xe buýt thành phố có nhà sản xuất là MAN trucks and buses. Dòng xe có từ năm 1996 và đến năm 2004 đã có một bản xe khác thay thế.
Xe sử dụng động cơ 6 xi lanh thẳng chạy bằng dầu diesel, bằng cách nén khí và dầu hóa lỏng. Xe chạy với tế bào nhiên liệu hydro. Dòng xe động cơ đốt trong diesel đã được thử nghiệm thành công, cũng như dòng xe tiết kiệm năng lượng hybrid-điện. Xe bắt đầu được sản xuất hàng loạt vào năm 2010.
Thế hệ mới nhất của Neoplan Centroliner được dựa trên xe lion's city.